# Bourguignon (Doubs)
Bourguignon és un municipi francès situat al departament del Doubs i a la regió de Borgonya - Franc Comtat. L'any 2007 tenia 938 habitants.

## Demografia

### Població
El 2007 la població de fet de Bourguignon era de 938 persones. Hi havia 364 famílies de les quals 80 eren unipersonals (32 homes vivint sols i 48 dones vivint soles), 128 parelles sense fills, 144 parelles amb fills i 12 famílies monoparentals amb fills.
La població ha evolucionat segons el següent gràfic:
Habitants censats

### Habitatges
El 2007 hi havia 386 habitatges, 368 eren l'habitatge principal de la família, 6 eren segones residències i 12 estaven desocupats. 347 eren cases i 38 eren apartaments. Dels 368 habitatges principals, 310 estaven ocupats pels seus propietaris, 53 estaven llogats i ocupats pels llogaters i 5 estaven cedits a títol gratuït; 1 tenia una cambra, 13 en tenien dues, 45 en tenien tres, 88 en tenien quatre i 221 en tenien cinc o més. 329 habitatges disposaven pel capbaix d'una plaça de pàrquing. A 141 habitatges hi havia un automòbil i a 198 n'hi havia dos o més.

### Piràmide de població
La piràmide de població per edats i sexe el 2009 era:
| Homes | Edats   | Dones |
| ----- | ------- | ----- |
| 0     | 95 o +  | 0     |
| 0     | 90 a 94 | 0     |
| 0     | 85 a 89 | 4     |
| 0     | 80 a 84 | 4     |
| 8     | 75 a 79 | 12    |
| 20    | 70 a 74 | 8     |
| 16    | 65 a 69 | 28    |
| 28    | 60 a 64 | 8     |
| 16    | 55 a 59 | 36    |
| 24    | 50 a 54 | 24    |
| 56    | 45 a 49 | 44    |
| 24    | 40 a 44 | 24    |
| 56    | 35 a 39 | 40    |
| 40    | 30 a 34 | 56    |
| 20    | 25 a 29 | 16    |
| 28    | 20 a 24 | 8     |
| 32    | 15 a 19 | 28    |
| 52    | 10 a 14 | 36    |
| 44    | 5 a 9   | 40    |
| 36    | 0 a 4   | 8     |

## Economia
El 2007 la població en edat de treballar era de 627 persones, 461 eren actives i 166 eren inactives. De les 461 persones actives 420 estaven ocupades (240 homes i 180 dones) i 41 estaven aturades (21 homes i 20 dones). De les 166 persones inactives 70 estaven jubilades, 45 estaven estudiant i 51 estaven classificades com a «altres inactius».

### Ingressos
El 2009 a Bourguignon hi havia 370 unitats fiscals que integraven 975,5 persones, la mediana anual d'ingressos fiscals per persona era de 18.726 €.

### Activitats econòmiques
Dels 29 establiments que hi havia el 2007, 2 eren d'empreses extractives, 1 d'una empresa alimentària, 1 d'una empresa de fabricació de material elèctric, 4 d'empreses de fabricació d'altres productes industrials, 5 d'empreses de construcció, 9 d'empreses de comerç i reparació d'automòbils, 1 d'una empresa d'hostatgeria i restauració, 3 d'empreses immobiliàries, 1 d'una empresa de serveis i 2 d'empreses classificades com a «altres activitats de serveis».
Dels 7 establiments de servei als particulars que hi havia el 2009, 1 era un paleta, 1 guixaire pintor, 2 lampisteries, 1 electricista, 1 perruqueria i 1 restaurant.
Dels 4 establiments comercials que hi havia el 2009, 1 era una llibreria, 2 botigues de mobles i 1 una botiga de material de revestiment de parets i terra.
L'any 2000 a Bourguignon hi havia 4 explotacions agrícoles.

## Equipaments sanitaris i escolars
El 2009 hi havia una escola elemental.

## Poblacions més properes
El següent diagrama mostra les poblacions més properes.